# James Muspratt

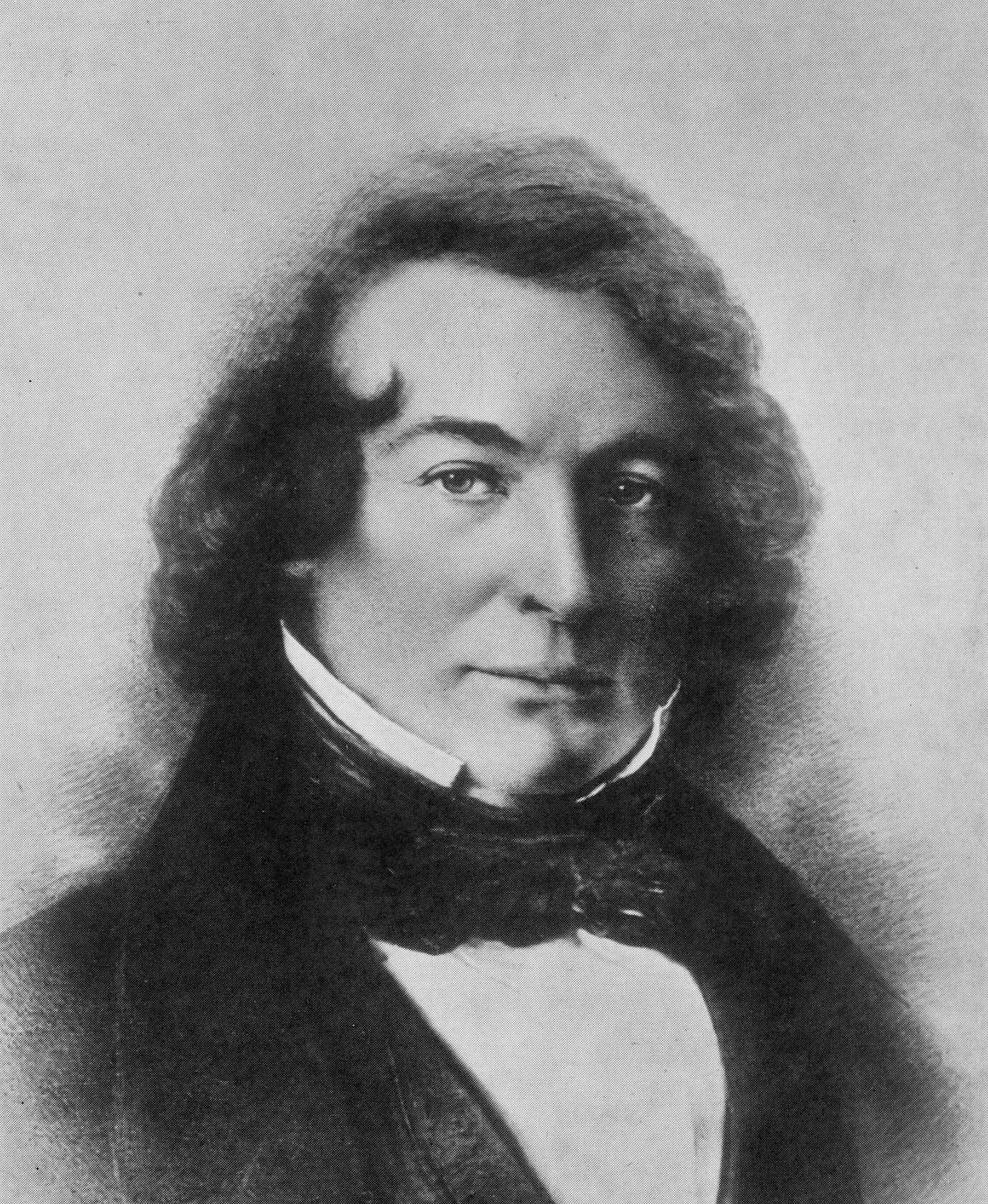
James Muspratt.

James Muspratt (* 12. August 1793 in Dublin; † 4. Mai 1886 in Seaforth Hall bei Liverpool) war ein britischer Chemiker und Industrieller.

## Leben
Muspratt begann 1822 in Liverpool die Fabrikation von Blutlaugensalz und anderen Präparaten, namentlich auch von Schwefelsäure und Soda. Hierbei hatte er so großen Erfolg, dass er sehr bald noch zwei Fabriken zu St. Helens und Newton anlegen konnte. 
Mit Charles Tennant in Glasgow führte er den Schwefelkies an Stelle des Schwefels in die Schwefelsäurefabrikation ein. 1846 gründete er auf Anregung von Justus von Liebig eine Mineraldüngerfabrik, die zwar bald wieder einging, aber den Anstoß zu der gegenwärtigen bedeutenden Kunstdüngerfabrikation gegeben hat. 
Muspratt gilt als Mitbegründer der chemischen Großindustrie und namentlich als Urheber der Sodafabrikation. Seine Fabriken in Liverpool, Widnes und Flint waren Musteranstalten und dienten als Vorbild für zahlreiche andere Fabriken des In- und Auslandes. 
Sein Sohn James Sheridan Muspratt war ebenfalls ein bedeutender Chemiker. Sein Enkel Sir Max Muspratt (1872–1934) war Chemiker und Politiker. 
Seine Tochter Emma wurde 1853 durch die erstmalige Anwendung von „Liebigs Fleischextrakt“ geheilt.